# 松政県
松政県（しょうせい-けん）は中華人民共和国福建省にかつて存在した県。

## 地理
現在の南平市松渓県及び政和県に相当する。

## 歴史
1960年2月に松渓、政和両県が合併し成立。1962年8月に再び分割されている。しかし1970年7月に再度両県が合併し復活したが、1975年3月に分割された。
| 前の行政区画 松渓県 政和県 | 福建省の歴史的地名 1960年 - 1962年 | 次の行政区画 松渓県 政和県 |

| 前の行政区画 松渓県 政和県 | 福建省の歴史的地名 1970年 - 1975年 | 次の行政区画 松渓県 政和県 |